# Cmentarz ewangelicki w Szarłatowie
Cmentarz ewangelicki w Szarłatowie – nieistniejący już cmentarz ewangelicki, zlokalizowany dawniej w miejscowości Szarłatów.
Cmentarz powstał najprawdopodobniej w połowie XIX wieku. Zajmował on około 20 arów powierzchni, ostatni udokumentowany pochówek na nim miał miejsce w 1937 roku, według przekazów miejscowej ludności pogrzeby miały się na nim odbywać do 1944 roku. Teren cmentarza miał być ogrodzony, posiadał także drewnianą bramę wejściową. Krzyż z terenu cmentarza przeniesiono po II wojnie światowej do lasu po drugiej stronie drogi.
W związku z rozbudową odkrywki „Drzewce” Kopalni Węgla Brunatnego „Konin”, pod koniec września 2016 roku cmentarz został zlikwidowany, a szczątki ekshumowano i przeniesiono na cmentarz ewangelicki w Kole, gdzie powstało również lapidarium upamiętniające cmentarz.